# Cyanidium
Cyanidium L. Geitler, 1933, no sistema de classificação de Hwan Su Yoon et al. (2006), é o nome botânico de um gênero  de algas vermelhas unicelulares da família Cyanidiaceae.

## Espécies
- Cyanidium caldarium (Tilden) Geitler 1933

= Protococcus botryoides f. caldarium Tilden 1898
= Rhodococcus caldarius (Tilden) Hirose 1958